# Monteignet-sur-l'Andelot

Monteignet-sur-l'Andelot este o comună în departamentul Allier din centrul Franței. În 1 ianuarie 2022 avea o populație de 267 de locuitori.